# Lake Nebagamon, Wisconsin
Lake Nebagamon là một làng thuộc quận Douglas, tiểu bang Wisconsin, Hoa Kỳ. Năm 2006, dân số của làng này là 1015 người.